# 共濟會大廳

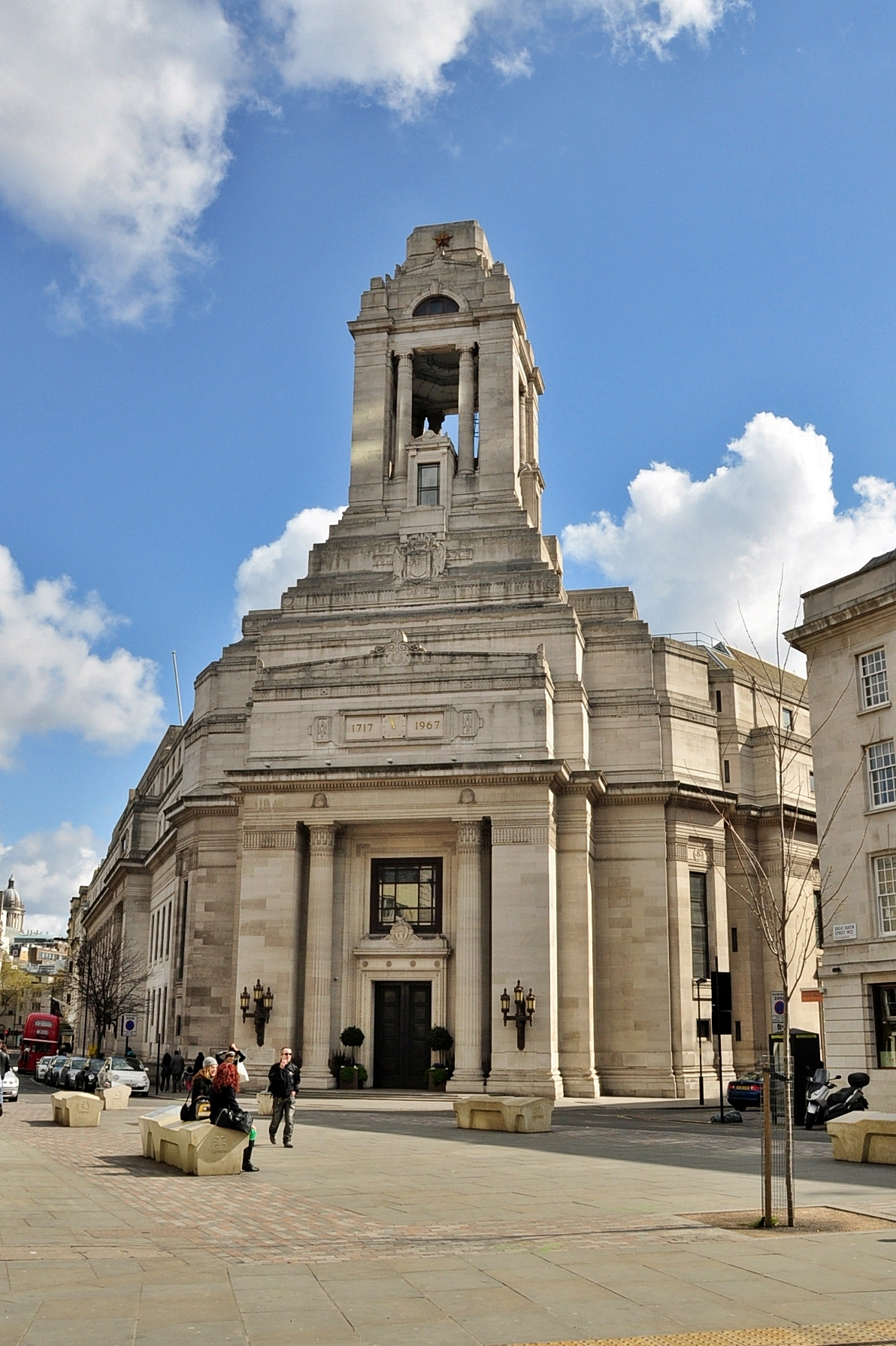
共濟會大廳

共濟會大廳（Freemasons' Hall）是英格蘭聯合大會館和英格蘭共濟會的總部，位於倫敦，也是倫敦地區許多共濟會成員的聚會地點。共濟會大廳自1775年開始成為共濟會的聚會地點，現在共包括三座建築，最近的一座公開於1933年。共濟會大廳對公眾開放，並且經常是電影或電視的拍攝場所，也是一個著名的旅遊景點。
51°30′54″N 0°07′16″W / 51.5151°N 0.1210°W